# Kelly Grant
Kelly Gerard Grant (* 24. Juli 1957 in New York; † 29. Januar 2021) war ein US-amerikanischer Basketballtrainer und -spieler.

## Werdegang
Grant spielte bis 1975 Basketball an der La Salle Academy in New York. 1980 kam er nach Schweden. Er spielte für Uppsala Basket, später für Hageby BK (später Norrköping Dolphins). Mit Hageby trat er auch im Europapokal der Pokalsieger an.
Zwischen den späten 1980er Jahren und 1995 war er Trainer der Norrköping Dolphins und wechselte dann zu Fyrishov, wo er von 1995 bis 1997 im Amt war.
1997 kehrte Grant nach Norrköping zurück. Er führte die Mannschaft 1998 zum Gewinn der schwedischen Meisterschaft. Nach zehnjähriger Amtszeit gab er das Traineramt 2007 ab, da ihn die Doppelaufgabe als Trainer und Sportlicher Leiter überlastete. Anfang Januar 2008 wurde Grant wieder Norrköpings Trainer. 2010 gewann er zum zweiten Mal den Meistertitel. Bis 2011 war er in Norrköping tätig. 1997/98 war er zusätzlich schwedischer Damen-Nationaltrainer.
Er war ab 2012 Trainer von Uppsala Basket und wurde mit der Mannschaft 2015 Zweiter der schwedischen Meisterschaft.
Ab Sommer 2015 war er als Sportlicher Leiter von Sallén Basket (Uppsala Basket) tätig und übernahm im Januar 2016 auch das Traineramt bei dem schwedischen Damen-Erstligisten. Sein älterer Bruder Kenny Grant Senior war ebenfalls lange im schwedischen Basketball tätig. Dessen Sohn Kenny Grant Junior gehörte zeitweise in Norrköping zu Kelly Grants Spielern.